# Nuestro Padre Jesús Nazareno (Ayamonte)
Nuestro Padre Jesús Nazareno, conocido popularmente como Padre Jesús, es una escultura que representa a Jesucristo. Recibe culto católico en la Capilla del Socorro de Ayamonte y es titular de la Hermandad de Padre Jesús.

## Iconografía
Representa a Cristo durante su camino hacia el Calvario, en el momento en que Simón de Cirene es obligado a ayudarle.

Y llevándole, tomaron a un tal Simón Cireneo, que venía del campo, y le pusieron encima la cruz para que la llevase tras Jesús.

La imagen se encuentra tallada en madera de pino. Su rostro presenta un tratamiento pormenorizado de las heridas, de las que manan gran cantidad de regueros de sangre tallados en la madera que recorren frente, nariz y mejillas hasta perderse por el cuello. El pómulo izquierdo presenta un moratón, mientras que el derecho muestra un hematoma sangrante. Los ojos son de cristal.
El cuerpo del Nazareno se presenta prácticamente erguido pese a cargar con el madero en su hombro izquierdo. Se presenta itinerante, con la pierna izquierda adelantada. Las manos y los pies copian el modelo sanguinolento del rostro, si bien su modelado más naturalista apunta a que fueron remodelados.
La imagen es expuesta al culto habitualmente con peluca de pelo natural, potencias y corona de espinas de plata dorada y túnicas de ricas telas. La que utiliza en su procesión fue bordada por Guillermo Carrasquilla en 1976.

## Procedencia
La imagen de Padre Jesús en su concepción original fue tallada en el siglo XVII. Representaba la iconografía del Ecce Homo, siendo posteriormente modificada para cargar con la cruz.
Existen dos teorías sobre el origen de la imagen.
La primera de ella lo ubica en Latinoamérica y es la mantenida por la tradición oral. Uno de los apoyos que sustenta la hipótesis es que la imagen fue donada por Ginés Alonso Romero, navegante ayamontino del siglo XVIII que realizaba frecuentes viajes a México. En la Iglesia de Santa Prisca de Taxco hay una talla de Cristo que coincide con la ayamontina en el hieratismo de las facciones y la abundancia de heridas y regueros de sangre.
La segunda hipótesis adjudicaría al círculo de escultores genoveses que se asentaron en Cádiz en los siglos XVII y XVIII no la autoría original, sino la transformación iconográfica. Autores de este círculo como Jacome Vaccaro o Francesco Maria Maggio trabajaron para varias localidades de la provincia de Huelva como la propia Ayamonte, Hinojos o la capital. Las representaciones de la Pasión de Cristo en este grupo de escultores se caracterizan por el énfasis en los detalles cruentos que comparten con Padre Jesús. La condición de marino del donante de la imagen puede apuntalar también esta hipótesis, ya que el tráfico de obras de arte por mar entre las costas gaditanas y onubenses era bastante fluido.

## Culto

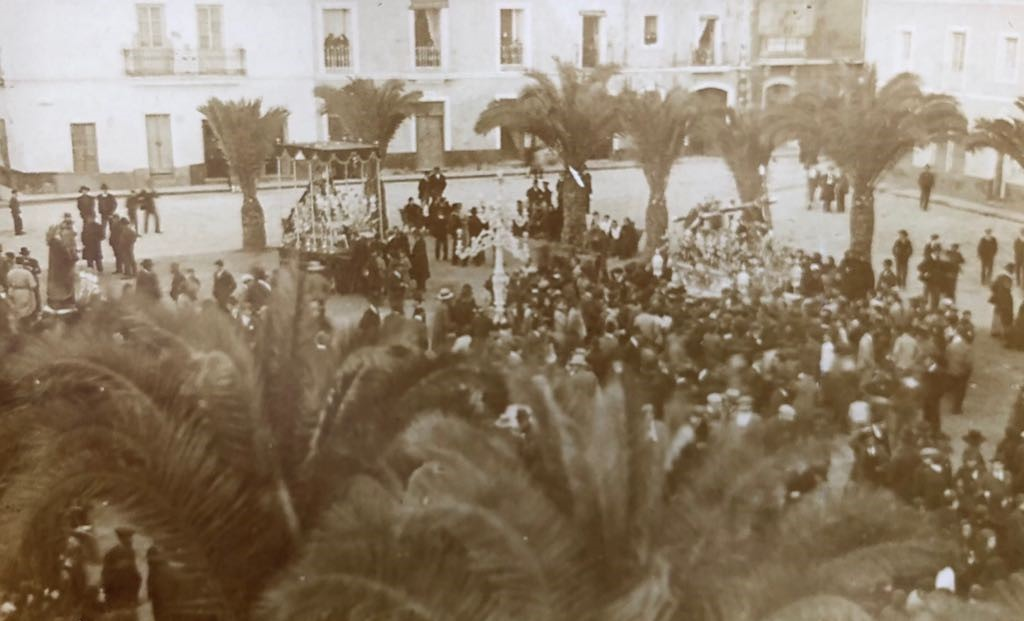
La procesión de Padre Jesús en la década de 1920.

La imagen es venerada por la Cofradía de Nuestro Padre Jesús Nazareno y María Santísima del Socorro, conocida popularmente como la de la Madrugá por realizar su procesión en la noche del Jueves al Viernes Santo.
La hermandad tiene sus orígenes en el siglo XVII, cuando figura como la Cofradía de los Nazarenos de Ayamonte. Desde 1677 tuvo su sede en la capilla de la Casa Cuna, aunque a finales del siglo XVIII decayó hasta quedar inactiva.
La cofradía se reorganizó el 29 de septiembre de 1924 y erigida canónicamente por el arzobispo de Sevilla, Eustaquio Ilundain.
El Señor procesiona en un paso de madera tallada y dorada realizado por Francisco Domínguez Rodríguez y estrenado en 1950. No tiene patas en las que apoyarse, por lo que en los descansos del recorrido es colocado sobre las horquillas que llevan sus cargadores. En la procesión no cuenta con acompañamiento musical ni cortejo de nazarenos, siendo rodeados los pasos del Nazareno y la Virgen del Socorro por todos los devotos que lo desean.